# Раменье (Тарногский район)
Раменье — деревня в Тарногском районе Вологодской области.
Входит в состав Маркушевского сельского поселения, с точки зрения административно-территориального деления — центр Раменского сельсовета.
Расстояние до районного центра Тарногского Городка по автодороге — 32 км, до центра муниципального образования Заречья по прямой — 18 км. Ближайшие населённые пункты — Сергиевская, Кленовая, Монастырская.
По переписи 2002 года население — 55 человек (25 мужчин, 30 женщин). Всё население — русские.